# Kohlerhöhle
Die Kohlerhöhle (Kataster-Nr. 1833/1) ist eine Schichtfugenhöhle mit einer Länge von rund 650 Metern (nach anderen Angaben 1500 m). Sie befindet sich am Westhang des Großen Kollers (1109 m) auf einer Höhe von rund 700 m unterhalb der ehemaligen Rußwurmalm in der Gemeinde Annaberg. Die Höhle liegt an der Grenze zwischen hangenden Gutensteiner Kalk und liegenden gipsführenden Werfener Schichten und ist eine der bedeutendsten ostalpinen Gipshöhlen.
Die Höhle ist als Naturdenkmal und als besonders geschützte Höhle ausgewiesen.

## Geschichte
Der Zeitpunkt der Entdeckung der Höhle ist unbekannt, sie wurde durch einen Artikel von R. Willner 1928 im Speläologischen Jahrbuch ins höhlenkundliche Bewusstsein gerufen. Die Höhle wurde von der Ortsgruppe Annaberg der Naturfreunde durch den Einbau von Weganlagen allgemein zugänglich gemacht und 1930 als Schauhöhle eröffnet. Derzeit (Stand 2017) werden keine Führungen angeboten.
Seit dem 10. Jänner 1951 steht die Höhle nach dem Naturhöhlengesetz unter Schutz:

„Die Kohlerhöhle stellt eine ausgedehnte Schichtfugenhöhle dar, deren obere Teile im Gutensteiner Kalk liegen, während die tieferen Teile in Gipshorizonte eingebettet sind. Es handelt sich um eine der bedeutendsten ostalpinen Gipshöhlen. Eine besondere Eigenart der Kohlerhöhle stellen ferner die zum Teil blutrot gefärbten „Sinterfahnen“ dar. Der Wechsel von Kalk und Gips, das Auftreten zarter Gipsnadeln und gut ausgebildeter Gipskristalle einerseits, und das reiche Vorkommen von Tropfröhrchen, Kalkhäutchen und anderen Sinterbildungen andererseits geben der Höhle ein besonderes Gepräge und naturwissenschaftliche Bedeutung, sodaß ein öffentl. Interesse an ihrer Erhaltung besteht.“

## Fauna
Durch ihr Fledermausvorkommen ist die Höhle zoologisch bedeutsam. Es wurden die Kleine Hufeisennase, das Große Mausohr, die Mopsfledermaus und die Kleine Bartfledermaus (Myotis mystacinus Leisler) bei Fledermausberingungen angetroffen.
Neben den Fledermäusen wurden der Olivbraune Höhlenspanner (Triphosa dubitata L.) und die Zackeneule (Scoliopteryx libatrix), sowie nicht näher bestimmte Weberknechte, Spinnen und Dipteren vorgefunden.